# Kamato Hongo
Kamato Hongo (本郷かまと Hongō Kamato?) (16 de septiembre de 1887 u 8 de abril de 1891 - 31 de octubre de 2003) fue una supercentenaria japonesa. Fue considerada como la persona viva más anciana del mundo de marzo de 2002 hasta su muerte. Sin embargo, el Libro Guinness de los Récords retiró su nombre de la edición de 2012

## Biografía
Hongo fue registrada en su acta de nacimiento como Kamato Kimura en la localidad de Isen, en pequeña isla de Tokunoshima, donde también vivía otro supercentenario Shigechiyo Izumi, alrededor de 1893 Hongo dio a luz a siete hijos (tres hijas y cuatro hijos) entre 1909 y 1933. Más tarde se mudó a Kagoshima (Kyushu), donde vivía con su hija. Fue considerada como la persona de mayor edad en Japón después de la muerte de Denzo Ishisaki en 1999. Hongo alcanzó una gran celebridad y se vendieron muchos objetos de mercadotecnia (paños, llaveros, tarjetas de teléfono, etc) en torno a su longevidad. También apareció en la televisión japonesa en varias ocasiones.
Pasó su vida posterior en Kagoshima, en Kyushu, y celebró sus 116 años un mes antes de su muerte, a causa de una neumonía.
En Kyūshū han vivido otros supercentenarios, entre ellos Yukichi Chuganji, que murió un mes antes que ella. En enero de 2007, otro isleño de Kyūshū, Yone Minagawa, alcanzó el título de la persona más anciana del mundo, y Tomoji Tanabe, que también residía en Kyūshū, tomó el título masculino, por lo que se conoce a Kyūshū como la "isla de la longevidad" .

## Disputa sobre la veracidad del caso
El demógrafo belga Michel Poulain ha analizado los registros familiares de Kamato Hongo. En ellos aparece como la segunda hija de la familia y la quinta si se cuenta a todos los hijos, pero según otros certificados habría ocupado la cuarta posición, entre su hermana Meto (nacida en febrero de 1887) y su hermano Fukuyama (nacido en junio de 1890). Sin embargo, según Poulain, Kamato Hongo no pudo nacer en septiembre de 1887, ya que esto habría implicado dos nacimientos para la madre en siete meses, cosa muy improbable. Por lo tanto, fija el nacimiento de Kamato Hongo en 1893, colocándola, según algunos documentos, en el quinto lugar entre los hijos de Yoshimi Kimura y Utokane Nagaharusaimoto. Hongo tendría probablemente unos 112 años cuando murió, en lugar de 116. Esto significa que Hongo probablemente nunca fue la persona más vieja del mundo o de Japón en su momento.